# Messier 107
A Messier 107 (más néven M107 vagy NGC 6171) gömbhalmaz a Kígyótartó csillagképben.

## Felfedezése
Az M107 gömbhalmazt Pierre Méchain fedezte fel 1782 áprilisában. William Herschel 1793. május 12-én függetlenül újra felfedezte, és ő volt az első, akinek sikerült különálló csillagokat megfigyelnie a halmazban. A Messier-katalógushoz 1947-ben, Helen Battles Sawyer Hogg (1905 – 1993) kanadai csillagász javaslatára adták hozzá az M105-el és M106-al együtt.

## Tudományos adatok
Az M107 147 km/s sebességgel közeledik felénk. A halmazban 25 változócsillag ismert.